# Yèvres
Yèvres ist eine französische Gemeinde mit 1.673 Einwohnern (Stand: 1. Januar 2022) im Département Eure-et-Loir in der Region Centre-Val de Loire; sie gehört zum Arrondissement Châteaudun und ist Teil des Kantons Brou. Die Einwohner werden Yèvrois genannt.

## Geographie
Yèvres liegt am Fluss Ozanne und wird umgeben von den Nachbargemeinden Vieuvicq im Norden, Dangeau im Osten, Gohory im Südosten, Commune nouvelle d’Arrou mit Châtillon-en-Dunois im Süden, Unverre im Westen und Südwesten, Brou im Westen sowie Mottereau im Nordwesten.

## Bevölkerungsentwicklung
| Jahr                       | 1962 | 1968 | 1975 | 1982 | 1990 | 1999 | 2006 | 2017 |
| Einwohner                  | 1229 | 1211 | 1292 | 1458 | 1676 | 1707 | 1711 | 1647 |
| Quellen: Cassini und INSEE |      |      |      |      |      |      |      |      |

## Sehenswürdigkeiten
- Kirche Notre-Dame aus dem 12. Jahrhundert, seit 1988 Monument historique

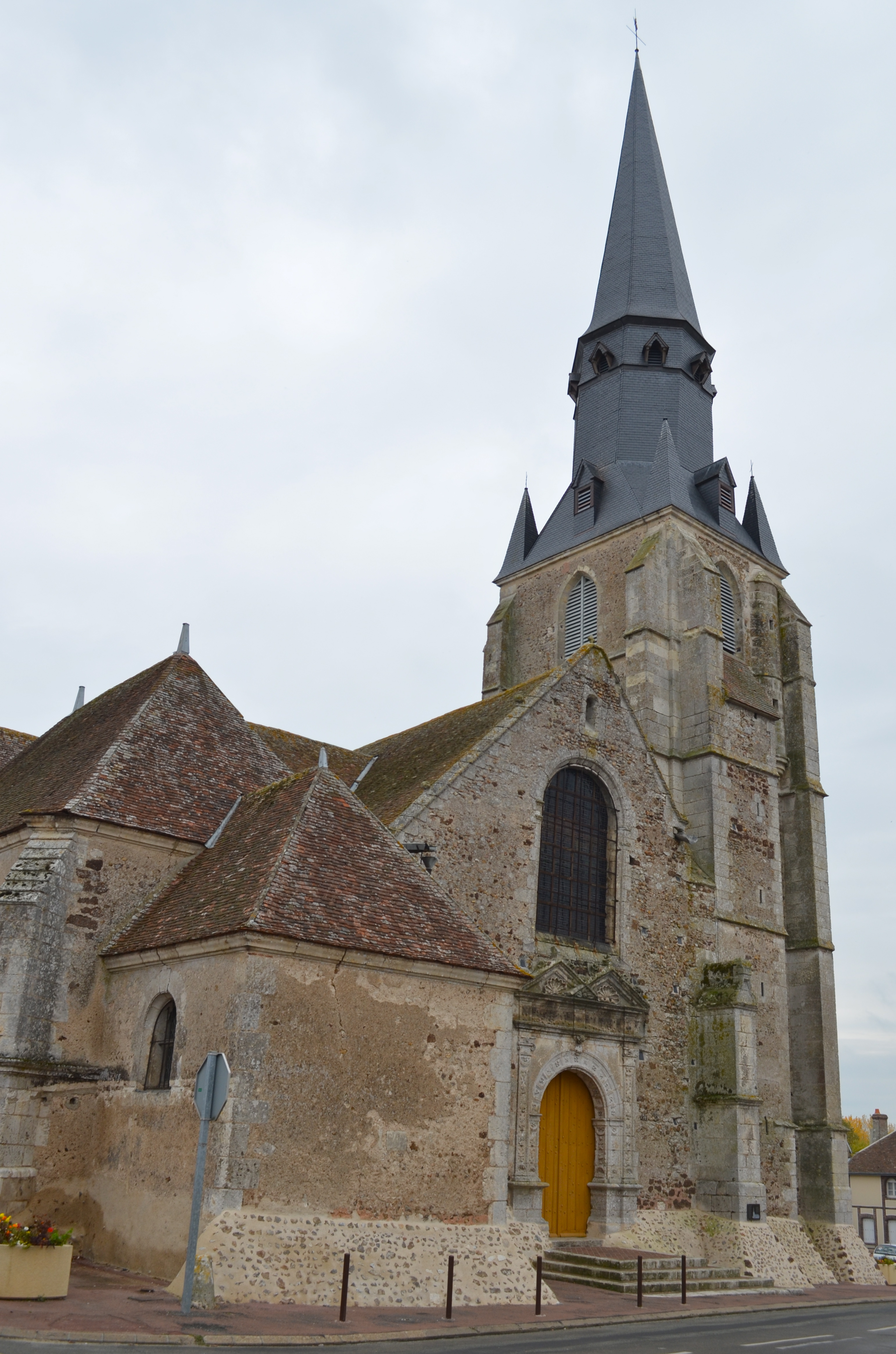
Kirche Notre-Dame